# 齿叶风毛菊
齿叶风毛菊（学名：Saussurea neoserrata）为菊科风毛菊属的植物。分布在朝鲜、西伯利亚、远东、俄罗斯以及中国大陆的内蒙古、吉林等地，常生于落叶松林林缘及林间草甸，目前尚未由人工引种栽培。